# Technicentre industriel d'Oullins
Les Grandes Locos
Le technicentre industriel d'Oullins  est un ensemble d'ateliers ferroviaires destinés à l'entretien des matériels roulants de la Société nationale des chemins de fer français (SNCF) ouvert dans les années 1840 et fermé en 2019. Il était situé à La Mulatière, dans la périphérie de Lyon.
Il est reconverti en 2024 en lieu culturel, Les Grandes Locos, accueillant notamment le festival Nuits sonores.

## Situation
Le technicentre industriel d'Oullins se composait d'un terrain de 18,5 hectares.  Il était bordé à l'est par le Rhône, au sud par l'Yzeron et à l'ouest par la ligne de Moret - Veneux-les-Sablons à Lyon-Perrache. Il se situait sur le territoire communal de La Mulatière.

## Historique
Alphonse Clément-Desormes crée à Oullins en 1846-1847 la compagnie des hauts fourneaux et ateliers. Il s'installe à la confluence de l'Yzeron et du Rhône à proximité de la gare d'Oullins. La compagnie produit des locomotives à vapeur. Malade, Alphonse Clément-Desormes vend en 1854 sa société à la compagnie du chemin de fer Grand-Central de France,.
En 2019, est ouvert le technicentre industriel de Vénissieux et le technicentre d'Oullins ferme.

## Activités
Ci-dessous, voici la liste non-exhaustive des engins moteur (locomotives, locotracteur ou automoteur) entretenus au technicentre d'Oullins :
- BB9004 et CC7107 (modification pour établir le record de vitesse en mars 1955)
- BB9300
- BB22200 (opération mi-Vie)
- BB26000 (opération mi-vie jusqu'en 2017)[3]

## Galerie de photographies

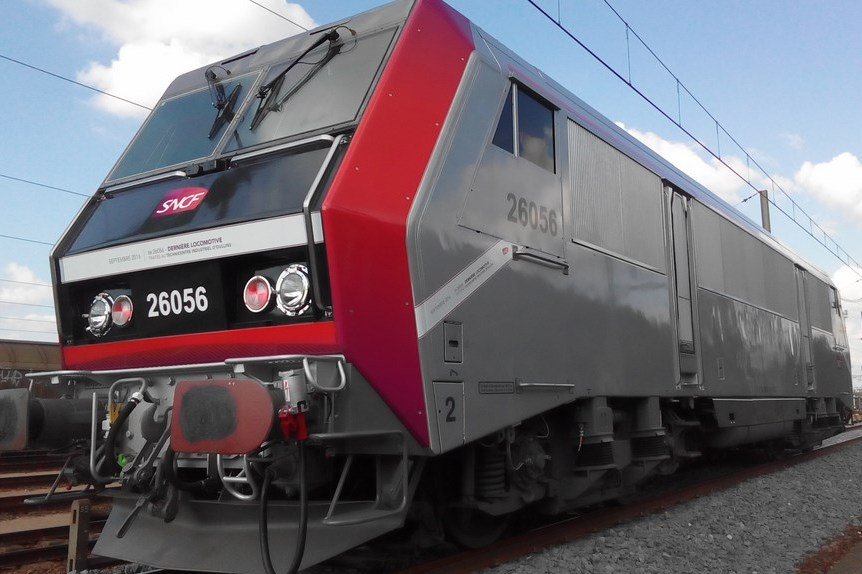
La BB 26056 (dernière locomotive traitée au technicentre industriel d'Oullins).
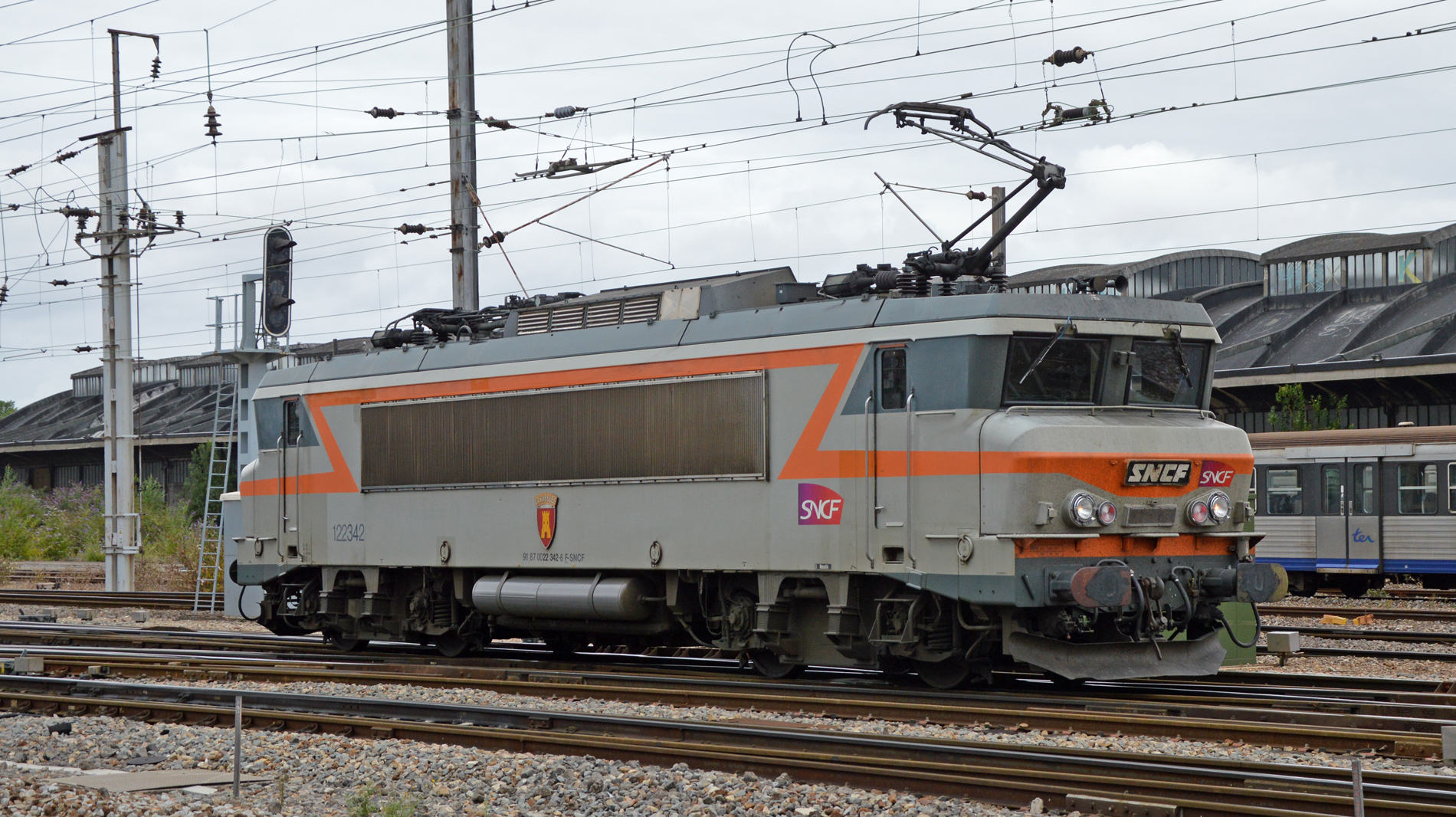
BB 22342 à Amiens le 28 juillet 2015.
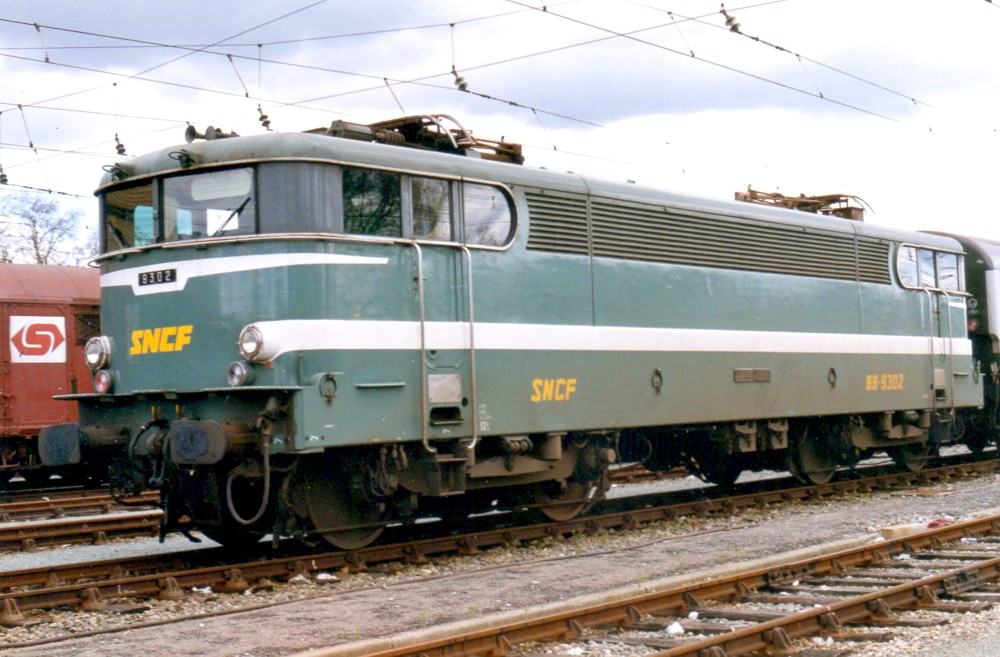
BB 9302 à Pau en 1984.
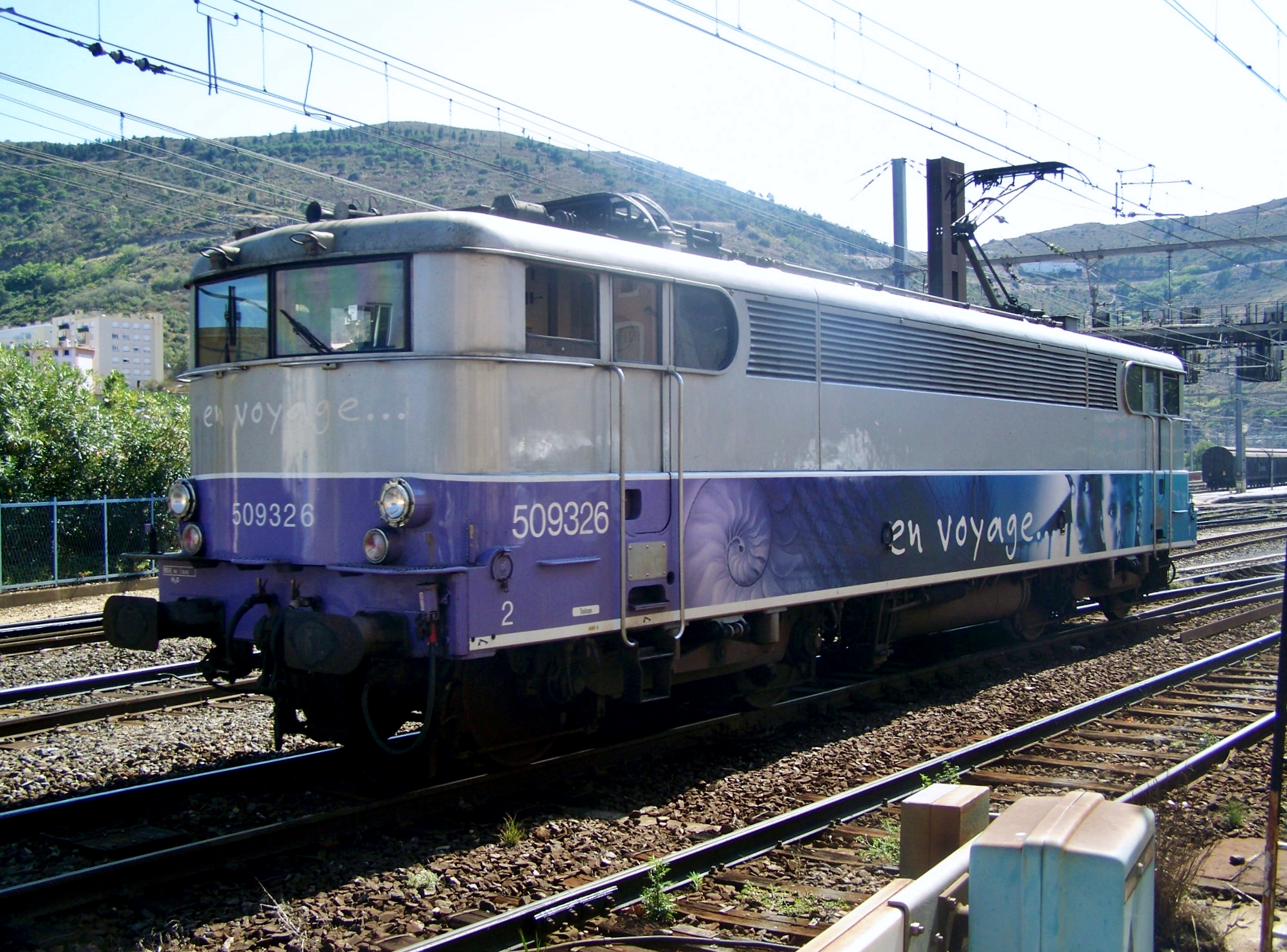
BB 9326 à Cerbère en août 2008.
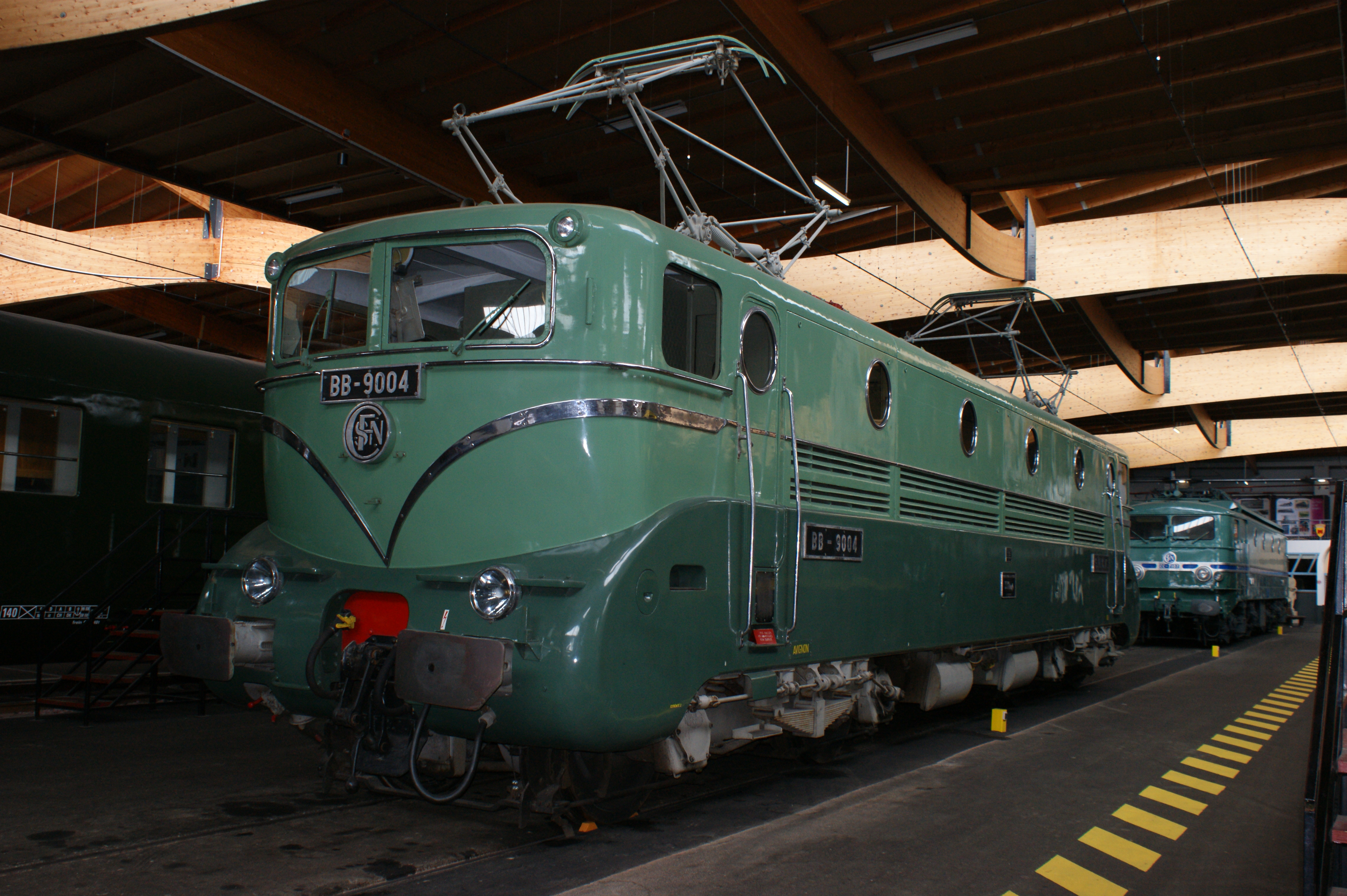
BB 9004 du record du monde de 1954 (331 km/h) à la cité du train de Mulhouse en mars 2009.

## Avenir du site

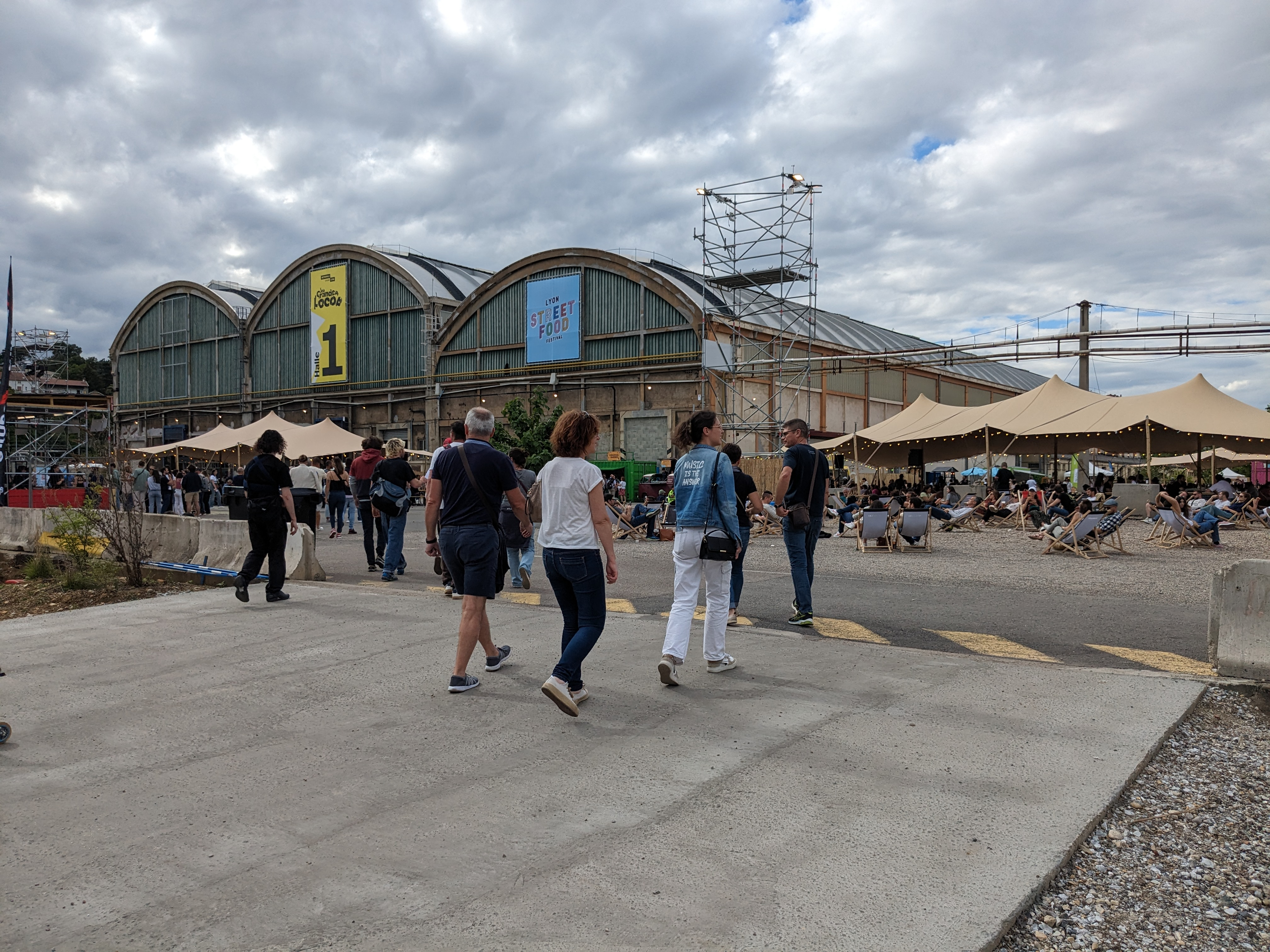
Le hall 1 lors du Lyon Street food festival en 2024.

Le 13 mars 2023, le président de la métropole de Lyon Bruno Bernard annonce la reconversion d'une partie du site, pour devenir un lieu culturel nommé Les Grandes Locos qui accueillera dès 2024 les Nuits Sonores, la biennale d'art contemporain et la biennale de la danse qui utilisait jusqu'à présent l'ancienne usine Fagor-Brandt à Gerland amenée à devenir un dépôt de tramways. La métropole a fait l'acquisition des halls 8 et 9, mais en raison des travaux de rénovation nécessaires, elles ne seront opérationnelles qu'en 2027 avec la volonté de devenir un site pérenne ; le hall 1 sera loué entre 2024 et 2027 en attendant et le site accueillera deux recycleries professionnelles, l'une destinée aux activités artistiques, et l'autre au réemploi des matériaux du bâtiment.